# Parasan
Parasan (nep. परासन) – gaun wikas samiti w zachodniej części Nepalu w strefie Mahakali w dystrykcie Kanchanpur. Według nepalskiego spisu powszechnego z 2001 roku liczył on 2222 gospodarstw domowych i 13 523 mieszkańców (6785 kobiet i 6738 mężczyzn).